# Gesellschaft für Wissenschaftsphilosophie
Die Gesellschaft für Wissenschaftsphilosophie (GWP) ist eine 2011 gegründete philosophische Fachgesellschaft mit Sitz in Hannover. Ihr satzungsmäßiger Zweck ist die Förderung und Vermittlung der Wissenschaftsphilosophie.

## Aktivitäten
Die GWP verwirklicht ihre Ziele durch die Organisation von Tagungen, den Einsatz für die Nachwuchsförderung, den Einsatz für die Präsenz der Wissenschaftsphilosophie in den Medien, die Bereitstellung und Distribution von Informationen über Forschung und Projekte der Wissenschaftsphilosophie, den Einsatz für die Freiheit von Forschung und Lehre sowie die Förderung nationaler und internationaler Kontakte zwischen Wissenschaftsphilosophen.
Zur Wissenschaftsphilosophie im engeren Sinne zählen die Allgemeine und Spezielle Wissenschaftstheorie. Allgemeine Wissenschaftstheorie bezieht sich auf generelle Fragen der Methodologie und Struktur der Wissenschaften, während etwa die Philosophie der Physik oder die Philosophie der Biologie diese und weitere Fragen auf die speziellen Fachwissenschaften anwendet und auch für diese Bereiche spezifische Fragenkomplexe thematisiert. Im weiteren Umfeld zählen zur Wissenschaftsphilosophie Wissenschaftsgeschichte, Wissenschaftsethik, Wissenschaftssoziologie, Technikphilosophie und Empirische Wissenschaftsforschung.
Die GWP kooperiert mit dem Journal for General Philosophy of Science. Die GWP ist Mitglied der 2007 gegründeten European Philosophy of Science Association (EPSA). Weitere Kooperationen bestehen mit der Gesellschaft für Analytische Philosophie (GAP) sowie der Société de Philosophie des Sciences (SPS).

## Vorstand
Dem Vorstand der GWP gehören an:
Gerhard Schurz (Vorsitzender), Uljana Feest (Zweite Vorsitzende), Alexander Gebharter (Schatzmeister), Thomas Reydon (kooptiert) und Christian Feldbacher-Escamilla (kooptiert). Vorhergehender Vorsitzender (2011–2016): Holger Lyre.

## Tagungen
Die GWP plant regelmäßige internationale Gesellschafts-Tagungen im 3-Jahres-Rhythmus. Den Auftakt hierzu bildete die GWP.2013 vom 11.–14. März 2013 in Hannover unter dem Titel „How Much Philosophy in the Philosophy of Science?“. Vom 8.--11. März 2016 wurde die GWP.2016 in Düsseldorf unter dem Titel Philosophy of Science Between the Natural Sciences, the Social Sciences, and the Humanities lokal organisiert vom Düsseldorf Center for Logic and Philosophy of Science (DCLPS) abgehalten.

## Veröffentlichungen
- Anke Büter (Hrsg.): Selected papers of the Inaugural Conference of the Gesellschaft für Wissenschaftsphilosophie (GWP). Hannover, March 11 – 14, 2013. (= Journal for General Philosophy of Science. Band 45, Supplement). Springer, Berlin, Dordrecht 2014, ISSN 0925-4560.